# Solanum atropurpureum
Solanum atropurpureum es una especie arbustiva, espinosa, perteneciente a la familia Solanaceae y nativa del sur de Sudamérica. 

## Descripción

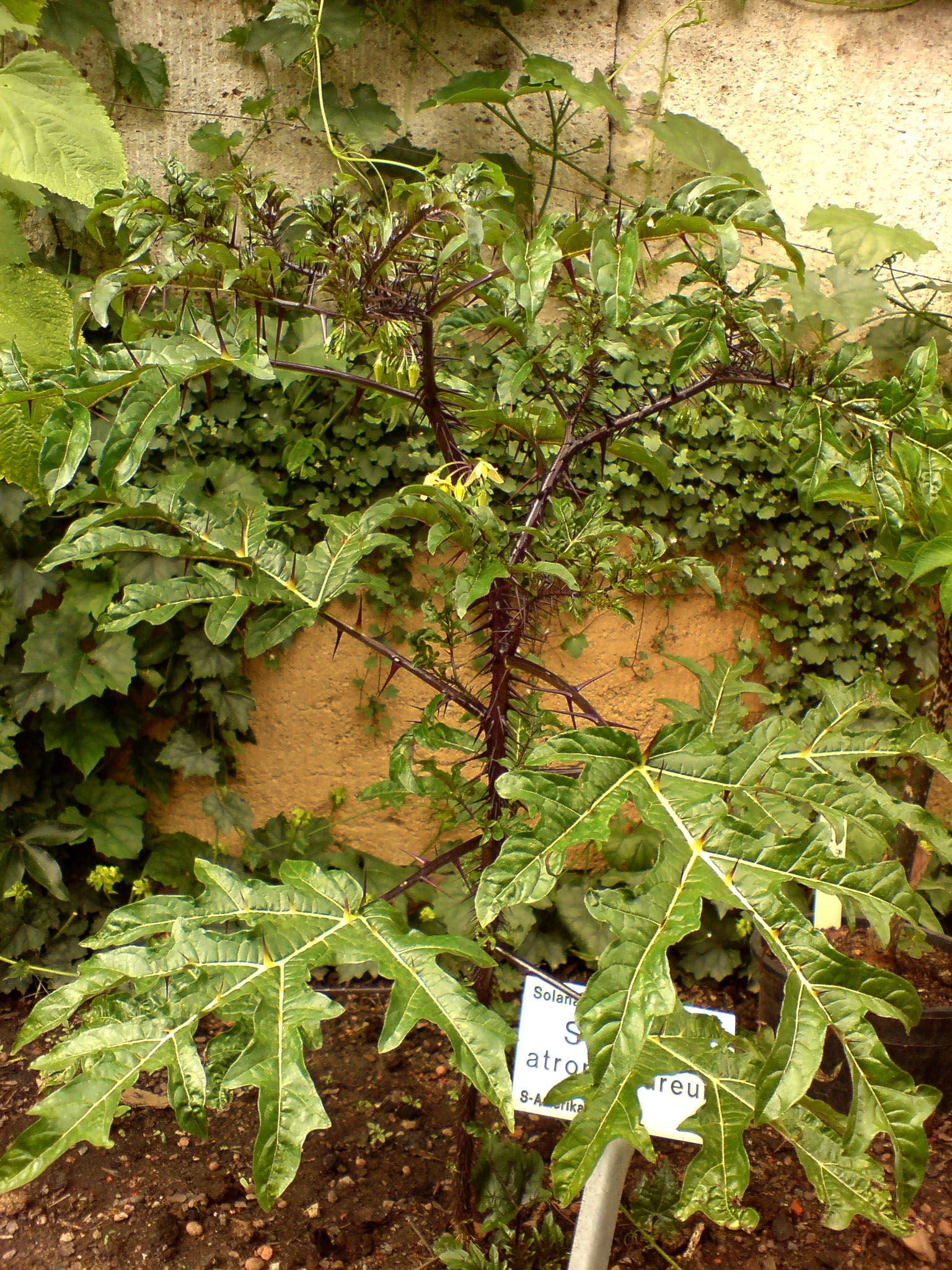
Vista de la planta

Crece hasta 1,5 m de altura. Sus tallos y hojas están densamente cubiertos de espinas de color rojo. Las flores se disponen en inflorescencias de 4 a 10 miembros y son glabras, de 0,8 a 2,5 cm de diámetro con pétalos de color blanco-amarillento. El fruto es una  baya de dolor amarillo a amarillo-anaranjado de 15 mm de diámetro.

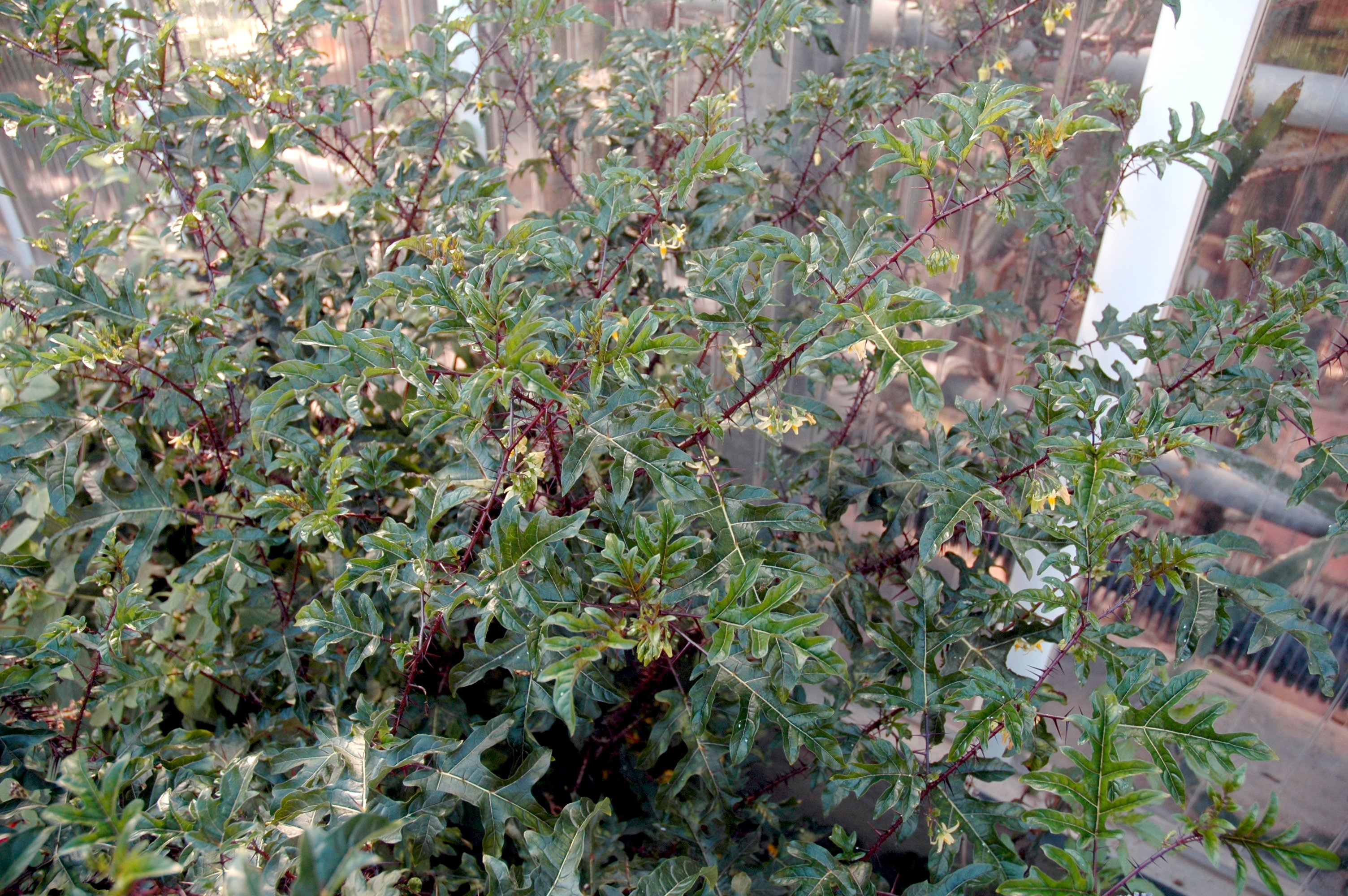
Hábito de crecimiento de Solanum atropurpureum.

## Distribución
Es originaria de Sudamérica. En Brasil se halla en los estados de Mato Grosso, Paraná, Rio Grande do Sul, Río de Janeiro, Santa Catarina y São Paulo. En Argentina se la ha citado para las provincias de Chaco, Corrientes, Entre Ríos, Formosa, Misiones y Santa Fe. También se distribuye en Paraguay.

## Taxonomía
Solanum atropurpureum fue descrita por Franz Paula von Schrank y publicado en Sylloge Plantarum Novarum 1: 200. 1824.
Etimología
Solanum: nombre genérico que deriva del vocablo Latíno equivalente al Griego στρύχνος (strychnos) para designar el Solanum nigrum (la "Hierba mora") —y probablemente otras especies del género, incluida la berenjena— , ya empleado por Plinio el Viejo en su Historia naturalis (21, 177 y 27, 132) y, antes, por Aulus Cornelius Celsus en De Re Medica (II, 33). Podría ser relacionado con el Latín sol. -is, "el sol", debido a que la planta sería propia de sitios algo soleados.
atropurpureum: epíteto latino que significa "de color púrpura oscuro".
Sinonimia
- Solanum atropurpureum var. diaphanadenium Bitter
- Solanum atropurpureum var. ochrochlorum Dunal
- Solanum vernicatum Lindl.[7]